# Super Heroine Aurora F

Super Heroine Aurora F (グラビアヒロイン　オーロラＦ) es una película japonesa del 23 de marzo de 2007, producida por Zen Pictures. Es una película del género tokusatsu, de acción y aventuras, con artes marciales, protagonizada por Serina Ogawa y Rie Teduka, y dirigido por Kanzo Matsuura.
El idioma es en japonés, pero también está disponible con subtítulos en inglés, en DVD o descargable por internet.

## Argumento
Hikariwa Maika parece una estudiante japonesa normal del instituto de secundaria, pero sin embargo, en realidad es una super heroína que se hace llamar Aurora. Se dedica a luchar contra el demonio.
Maika desea llevar una vida ordinaria, pero Dios se le aparece ante ella, y le pide que se enfrente al super villano "Huracán Luna". Aurora finalmente decide luchar contra él, pero Luna la vence y acaba capturándola para torturarla. Cuando Luna desenmascara a Aurora, se encuentra con la sorpresa de que es su mejor amiga.

## Películas sobre la heroína Aurora
- Películas producidas por Zen Pictures:

2005 - Super Heroine Jr. Saves the Crisis !! Beautiful Soldier Aurora Pink. 
2005 - Super Heroine Saves the Crisis !! Beautiful Soldier Aurora Blue. 
2007 - Super Heroine Aurora F.
2010 - Aurora Pegasus In Crisis. 
2010 - Beautiful Mask Aurora Zero. 
- Películas heróticas de Aurora producidas por GIGA:

2005 - Beauty girl mask aurora 
2006 - Beauty girl mask aurora returns 
2006 - Beauty girl mask aurora forever 
2006 - Beautiful Kamen Aurora.  (enlace roto disponible en Internet Archive; véase el historial, la primera versión y la última).
2007 - Aurora Sisters  (enlace roto disponible en Internet Archive; véase el historial, la primera versión y la última).
2007 - Super Heroine Domination 05.
2007 - Heroine Insult! 02.
2008 - Aurora Highlights 01.  (enlace roto disponible en Internet Archive; véase el historial, la primera versión y la última).
2008 - Aurora Highlights 02.  (enlace roto disponible en Internet Archive; véase el historial, la primera versión y la última).
2008 - Hard Heroine Suppression 02.
2009 - Bandage Heroine Aurora Lady.  (enlace roto disponible en Internet Archive; véase el historial, la primera versión y la última).
2009 - Heroine Battle Nymph Mask Aurora Zwei.  (enlace roto disponible en Internet Archive; véase el historial, la primera versión y la última).
2009 - Super Heroine Ecstasy Hell - Beautiful Kamen Aurora. 
2009 - Heroine Half Conscious Hell - Beautiful Mask Aurora. 
2010 - Beautiful Mask Aurora
2010 - Aurora Pegasus In Crisis Adult Version
2010 - Beautiful Mask Aurora Zero - Porn Version